# Elgonfrankolijn
De elgonfrankolijn (Scleroptila elgonensis) is een vogel uit de familie fazantachtigen (Phasianidae). De wetenschappelijke naam van de soort is voor het eerst geldig gepubliceerd in 1891 door William Robert Ogilvie-Grant.

## Voorkomen
De soort komt voor in oostelijk Oeganda tot in midden Kenia. De leefgebieden liggen in graslanden en gebieden met struikgewas en bos op hoogvlakten tussen de 1800 en 4000 meter boven zeeniveau.

## Beschermingsstatus
Op de Rode Lijst van de IUCN heeft de soort de status gevoelig.